# Inozynian disodowy
Inozynian disodowy (E 631) – organiczny związek chemiczny, dodatek spożywczy, powszechnie dodawany do produktów spożywczych w celu wzmocnienia smaku.